# Vatersay

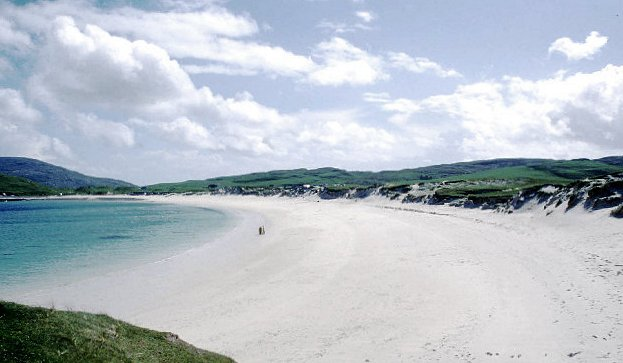
Bahía de Vatersay, Vatersay.

Vatersay (en gaélico escocés: Bhatarsaigh) es la isla habitada más meridional del grupo de las Hébridas Exteriores, en Escocia, con una población de 94 habitantes (2001). Vatersay constituye asimismo el territorio habitado más occidental de Gran Bretaña.
Vatersay se encuentra conectada con Barra mediante un puente completado en 1991. En marea baja, la isla está también conectada con el islote de Uinessan. Vatersay es también el nombre del único pueblo en la isla.